# Megophrys edwardinae
Megophrys edwardinae és una espècie d'amfibi que viu a Malàisia.
Està amenaçada d'extinció per la pèrdua del seu hàbitat natural.